# Claudio Crispomonti
Claudio Crispomonti o Crispo Monti (L'Aquila, ... – L'Aquila, 24 maggio 1644) è stato un nobile, scrittore e storico italiano, legato al filone delle cronache aquilane.

## Biografia
Claudio Crispomonti nacque all'Aquila da un'antica famiglia aristocratica cittadina, del quale ne costituiva l'ultimo discendente. In vita, durante il suo ritiro presso l'abbazia di Santa Maria di Casanova, scrisse tra il 1629 e il 1634 la sua principale opera Historia dell'origine et fondazione della città dell'Aquila, divisa in tre libri, il primo dei quali intitolato al re Filippo IV di Spagna, il secondo al cardinale Federico Borromeo e il terzo all'abate Giovambattista Colonna. L'opera non fu mai data alle stampe e rimase inedita, anche se tuttavia fu trascritta in diverse copie manoscritte. In essa l'autore, appartenente ad una classe nobiliare in declino a scapito della nuova borghesia, pose rilevanza ai temi delle origini e della tradizione condivisi con lo scrittore contemporaneo Marino Caprucci. Morì nel 1644 nella sua città natale, venendo sepolto nell'oratorio di San Girolamo. Da una relazione sentimentale ebbe almeno un figlio di nome Tommaso.

## Opere
- Historia dell'origine et fondazione della città dell'Aquila, ms., vol. 1 e 2, L'Aquila, 1629-1634, ISBN non esistente.